# Juan Aguayo
Juan de Dios Aguayo Moreno (* 11. März 1997 in Guadalajara, Jalisco) ist ein mexikanischer Fußballspieler auf der Position eines Verteidigers.

## Leben
Aguayo erhielt seine fußballerische Ausbildung im Nachwuchsbereich des Club Deportivo Guadalajara, bei dem er auch seinen ersten Profivertrag erhielt, aber während seiner langjährigen Vereinszugehörigkeit nur zu zwei Einsätzen in der höchsten mexikanischen Spielklasse kam. Ansonsten spielte er neben einem Ausflug zu den UNAM Pumas (ein Einsatz in der höchsten Spielklasse) und deren Farmteam Pumas Tabasco über weite Strecken für den Club Deportivo Tapatío, das Farmteam von Guadalajara, mit dem er in der Saison 2022/23 die Zweitligameisterschaft der Liga de Expansión MX gewann. 
Im Juni 2024 wurde Aguayo an den Stadtrivalen Club Universidad de Guadalajara verkauft.